# John Latham
Pour les articles homonymes, voir Latham (homonymie).
Ne pas confondre avec John Latham (1761-1843)
John Latham est un médecin, naturaliste et écrivain britannique, né le 27 juin 1740 à Eltham dans Kent et mort le 4 février 1837.

## Biographie
Latham a été baptisé le "grand-père de l'ornithologie australienne". C'est lui qui étudia la plupart des oiseaux envoyés au Royaume-Uni et les nomma. Parmi ceux-ci, nous pouvons citer l'Émeu, le Cacatoès blanc (Cacatua alba), l'Aigle d'Australie (Aquila audax), le Cassican flûteur (Gymnorhina tibicen) mais aussi un oiseau néotropical, l'Ara hyacinthe (Anodorhynchus hyacinthinus) et un limicole, le Courvite isabelle (Cursorius cursor).
Fils de chirurgien, Latham pratique également la médecine à Dartford dans le Kent, où il découvre la Fauvette pitchou (Sylvia undata). Il se retire en 1796 et s'installe dans le Hampshire.
A General Synopsis of Birds (1781-1801) est son premier ouvrage d'ornithologie et contient 106 planches qu'il a toutes réalisées. Il décrit de nombreuses espèces nouvelles qu'il découvre dans divers cabinets de curiosités. Dans cet ouvrage, comme Buffon (1707-1788), il n'accorde pas d'importance aux noms des espèces qu'il cite. Plus tard, il se rend compte que seule l'utilisation du système linnéen binomial assure une postérité à la description de nouvelles espèces. Il fait donc paraître en 1790, un Index Ornithologicus où il précise le nom binomial de toutes les espèces qu'il avait précédemment décrites. Mais cela arrive trop tard, Johann Friedrich Gmelin (1748-1804) avait fait paraître sa propre version du Systema Naturæ de Carl von Linné (1707-1778) où il nomme les espèces de Latham ; compte tenu des règles de nomenclature, Gmelin est prioritaire.
Le troisième ouvrage de Latham sur les oiseaux est General History of Birds (1821-1828) où il décrit de nombreux oiseaux de sa collection personnelle. Celle-ci a été perdue et la détermination précise des espèces est très malaisée. De plus, il n'emploie qu'en partie la dénomination binomiale.
Il entretient une correspondance régulièrement avec les naturalistes Thomas Pennant (1726-1798), Sir Joseph Banks (1743-1820), le collectionneur James Darcy Lever (1729-1788) et bien d'autres.
Il est admis à la Royal Society en 1775 ainsi qu'à d'autres sociétés savantes étrangères. Il participe également à la création de la Société linnéenne de Londres.
La Perruche de Latham (Lathamus discolor) lui a été dédiée par Lesson en 1830 et la Tallégalle de Latham (Alectura lathami) par John Edward Gray (1800-1875) en 1831.

## Liste partielle des publications
- A general synopsis of birds, with a suppl. White, Leigh & Sothebys, London 1781-1802.
- Index ornithologicus sive Systema ornithologiæ. London, Paris 1790-1809.
- Allgemeine Übersicht der Vögel. Weigel, Nürnberg 1793.
- Faunula Indica id est Catalogus animalium Indiae orientalis. Gebauer, Halle 1795.
- A general history of birds. Jacob & Johnson, Winchester 1821-28.

## Espèces décrites
Parmi les oiseaux que Latham a décrits, citons ;
- l'Oie des moissons Anser fabalis en 1787 ;
- l'Oie à tête barrée Anser indicus en 1790.